# امیلی راتایکوفسکی
امیلی راتایکوفسکی (به انگلیسی: Emily Ratajkowski) (زاده ۷ ژوئن ۱۹۹۱) بازیگر و مدل آمریکایی است. وی از پدری کاتولیک و مادری یهودی که هر دو آمریکایی هستند در وست‌مینستر لندن زاده شده است. او همچنین تنها فرزند آن‌ها است. راتایکوسکی‌تبار خود را لهستانی-اسراییلی می‌داند.
راتایکوفسکی پیش از ورود به عرصه مدلینگ، شانس خود را در فوتبال، بازیگری و باله آزمود. امیلی نخست در کالیفرنیا مطرح شد و سپس در سال ۲۰۱۳ پس از ظاهر شدن در تک‌آهنگ جنجال‌برانگیز خطوط محو که در ۲۵ کشور رتبه نخست را کسب کرد به شهرت رسید.
از فیلم‌های معروف او می‌توان به بازی در فیلم‌های دختر گم‌شده، ما دوستان تو هستیم اشاره کرد.

## افتخارات
- امیلی راتایکوفسکی به انتخاب لیست جهانی CB150 به عنوان یکی از زیباترین زنان جهان ثبت شده است.
- چهارمین زن زیبای سال ۲۰۱۴ به انتخاب مجله FHM

## فیلم‌های سینمایی
| نام فیلم              | سال  | کارگردان                  |
| --------------------- | ---- | ------------------------- |
| دروغ و سرقت           | ۲۰۱۹ | مت اسلتون                 |
| به خانه خوش‌آمدید      | ۲۰۱۸ | جرج رتلیف                 |
| در تاریکی             | ۲۰۱۸ | آنتونی برن                |
| من احساس زیبایی می‌کنم | ۲۰۱۸ | Abby KohnMarc Silverstein |
| ما دوستان تو هستیم    | ۲۰۱۵ | ماکس جوزف                 |
| دارودسته              | ۲۰۱۵ | داگ الین                  |
| دختر گمشده            | ۲۰۱۴ | دیوید فینچر               |